# Selenia quadrilunaria
Selenia quadrilunaria là một loài bướm đêm trong họ Geometridae.